# ADVFN
ADVFNは、Advanced Financial Network（アドバンスド・ファイナンシャルネットワーク）の略で、ロンドン証券取引所に上場 (LSE:AFN) しているロンドン所在の株式会社である。ADVFNは、世界各国の金融情報を提供するポータルサイトで、株式、商品先物、投資信託情報の60分析数を超えるテクニカル分析、財務諸表などの分析ツールを提供している。
株式・為替・商品先物取引、投資信託を初めとした投資情報を提供する英国シェアNo.1（金融情報ウェッブサイト・ページビューで25％以上のマーケット・シェア）ウェブサイトである。日本語サイトはそれらの日本版サービスであり、日本に特化した情報も提供している。チャート分析ツール、ファンダメンタルズ情報、ニュース、そして、金融情報掲示板などのサービスを提供し、投資情報コミュニティサイトの機能も備えている。
イギリスでは、2000年4月に上場をし、アメリカ、日本、ブラジル、フランス、ドイツなど多国他言語でサービスを現在展開している。中国にもサービスを広げる予定。
2005年6月にクリエイティブリンクとの共同出資で日本法人としてADVFNジャパンを設立。その後2005年9月にはエキサイトも同社に出資・業務提携を結び、2007年1月より正式に日本語版サイトを開設し運営を行っていたが、2007年11月末にADVFN PLC（ロンドン本社）と日本法人との間の業務提携が解消されたため、以後ADVFN PLCが直接日本語版サイトの運営を行っていた。2011年3月に改めてロンドン本社の100%出資による日本法人・ADVFN合同会社を設立しており、現在は同法人が日本語版サイトを管理している。

## テクニカル分析
ADVFNは多数のテクニカル分析を提供している。
- 累積/分布
- 適応移動平均
- ADX
- ADX（トレンドの強さ） / DM（方向性指数））
- ADXR
- AMA
- アルーン
- アベレージ・トゥルー・レンジ
- 買い気配/売り気配　中値
- 買い気配/売り気配　スプレッド
- ボリンジャー・バンド
- ボリンジャー・バンド（上下幅）
- 売買レシオ　移動平均
- コモディティ・チャネル・インデックス（CCI)
- CCI/MA クロスオーバー
- Chaikinマネー・フロー
- チャイキンのマネーフロー持続性
- チャイキン・オシレータ
- チャイキン・ボラティリティ
- シャンドのモメンタム・オシレータ
- シャンドのモメンタム・オシレータ
- チョピネス・インデックス
- コポック曲線
- デルタ加重移動平均
- デトレンディッド・プライス・オシレータ
- ディスパリティ・インデックス
- DM+
- DM-
- ドンチャン・チャネル
- EMA
- 指数移動平均（EMA）
- 速/遅　尖度
- ファスト・ストキャスティック
- フォワードスキュー
- フラクタル次元
- 高値/安値 移動平均
- ヒストグラム
- 一目均衡表
- ケルトナー・チャネル
- 尖度
- レベル2スコープ
- リターン
- 移動平均収束拡散（MACD）
- MACDヒストグラム
- 移動平均（MA）エンベロープ
- 修正CCI
- CCI/MA（移動平均）クロスオーバー
- モメンタム
- マネー・フロー
- 分析無し
- オンバランス・ボリューム
- パラボリックSAR
- パス・レングス
- ポイントアンドフィギュア
- プライス・オシレータ
- レート・オブ・チェンジ
- 相対力指数（RSI）
- 単純移動平均
- 歪度（スキュー）
- スキューバンド
- スロー・ストキャスティック
- SMA
- ストキャスティック
- ストキャスティックスRSI（相対力指数）
- 新値三本足
- トリプル移動平均
- トゥルー・ストレングス指標
- アルティメイト・オシレータ
- ボラティリティ
- ボラティリティ・レシオ
- 出来高
- 出来高+
- 出来高累積
- 出来高AMA
- 出来高効率
- 出来高EMA
- 出来高オシレーター
- 出来高SMA
- 出来高加重移動平均
- 加重移動平均
- ウィリアムズ%R
- 前日終値
- ジグザグ